# 신예원 (2001년)
신예원(2001년 ~)은 대한민국의 가수다. 2016년 판타스틱 듀오 김윤아 편의 출연자로 데뷔하였다. 2019년 ‘김현식 가요제’ 1위, 2021년 Mnet 프로그램 ‘포커스’ 1위를 기록하였다. 대표곡으로는 2019년 발매곡 ‘한밤중에’, 2021년 드라마 산부인과로 가는 길 OST '아가', 2024년 발매곡 ‘Alright'이 있다.

## 방송
- 판타스틱 듀오 1 (2016) - 김윤아 편
- 포커스 : Folk Us (2020) - 우승

## 음반
- 판타스틱 듀오 Part.21 (2016)
- 1st SINGLE ALBUM Sin Yewon 신예원 (SCMP) (2019)
- 포커스(Folk Us) Semi Final (2021)
- 포커스(Folk Us) Final (2021)
- 포커스(Folk Us) Epilogue (2021)
- 산부인과로 가는 길 OST (드라마 스테이지 2021) (2021)
- 제4회 김현식 가요제 (2021)

## 수상
- 제4회 김현식 가요제 우승 (2018)
- 제3회 김현식 가요제 수상